# Libijski dinar
Libijski dinar, ISO 4217: LYD, je valuta Libije. Dijeli se na 1000 dirhama. U domaćem platnom prometu označava se kraticom LD.
Uveden je 1971. godine, kada je zamijenio funtu. Naziv dinar u Libiji se rijetko koristi. Češće se koristi naziv "jni" ili "jneh". Središnja banka Libije izdaje kovanice od 50, 100, 250 i 500 dirhama, te novčanice od 1/4, 1/2, 1, 5, 10 i 20 dinara.

## Vanjske poveznice
- Središnja banka Libije